# Yoku's Island Express
『Yoku's Island Express』は、スウェーデンのインディーゲームスタジオVilla Gorillaが開発し、Team17より発売されたアクションゲーム。日本語版のタイトルロゴには「ヨクのアイランドエクスプレス」の文字が併記されている。

## 概要
大海の孤島・モクマナ島（Mokumana Island）へやってきたフンコロガシのヨク（Yoku）が郵便局長として奔走する物語。ヨクは島内で集配を行いつつ島に住む生き物たちの困りごとを解決していき、やがて、島に秘められた謎や島を危機に陥れる存在と向き合うことになる。
本作は、サイドビューで描かれた広大な舞台で能力を駆使しながら探索を行う、いわゆるメトロイドヴァニアのジャンルで、島の描写は全て一続きのオープンワールド形式で表現されている。一方、島にはピンボールのフリッパーのようなものが至る所にあり、ヨクが転がしている大玉をこれで弾くことで跳ね上がったり高速移動したりすることができる。このように、本作はメトロイドヴァニア要素とピンボール要素を融合させたシステムを特徴としている。
本作のアート担当者Mattias Snyggは、開発する上で影響を受けた作品として任天堂の『ゼルダの伝説』を挙げ、作品としての共通点は少ないものの同様の問題に直面した際に大きな参考になったと語っている。また、アート面ではユービーアイソフトの『レイマン』シリーズやマイクロソフトの『オリとくらやみの森』を参照し、ゲーム以外ではスタジオジブリのアニメ映画もインスピレーションの源となったとしている。

## システム
ヨクは大玉を転がしながら地上を移動し、ジャンプはできない。前述のように各所のフリッパーを活用することで通常の徒歩だけではいけない場所へ到達できる。また、後述のアイテムを取得すると各種能力が使用可能となる。
様々な場所で手に入る果物は通貨のような役割を果たす。一部の島民からアイテムを得る際に一定量を支払うほか、使用不可になっているフリッパーなどの装置につぎ込むことで使用できるようになる。一方、ヨクがダメージ地形に触れると一定量を失う。財布を入手すると所持数の上限が増加する。
島の中には、各所の砲台を中継し素早い長距離移動を可能とする区間、通称「ビーライン」（Beeline）がある。このビーラインは、起点の場所に果物を一定量投入することで対象区間が開通する。

## 主なアイテム
ピヨピヨ笛
音を鳴らし、眠っているキャラクターを起こしたり脆い結晶を破壊したりするなどの効果をもたらす。
なめくじとり
触れると爆発するナメクジを吸い取る。吸い取った状態で岩に体当たりすると爆破できる。
リード付きすす
食肉植物の付近で使用すると紐を絡めてヨクが周囲を回転し続け、離すと回転の勢いで遠くまで飛べる。
潜水魚 / 活きのいい潜水魚
水の中に潜ることができる。「活きのいい潜水魚」は速く泳げる。
藤の根
島内の各所にある収集用アイテム。全て取得すると通常とは異なるエンディングが流れる。
○○の千里眼
特定エリア内にある藤の根の位置がマップ上に表示される。「○○」には対象エリア名が入る。
宝の地図
宝箱の位置がマップ上に表示される。

## 受賞・ノミネート
- The Game Awards 2018（英語版） 「Best Debut Indie Game」ノミネート[14]
- The 8th Annual New York Game Awards 「Central Park Children's Zoo Award for Best Kids Game」ノミネート[15]
- 2018 NAVGTR（英語版） Awards 「Game, Original Family」受賞[16]
- Game Developers Choice Awards 2019 「Best Debut」ノミネート（Villa Gorillaとしてのノミネート）[17]
- 2019 G.A.N.G. Awards 「Best Sound Design for an Indie Game」ノミネート[18]
- 第15回英国アカデミー賞ゲーム部門（英語版） 「Debut Game」受賞[19]、「Family」ノミネート[20]
- Develop（英語版）:Star Awards 2019 「Best Visual Art」「Best Game Design」「Best Original IP」ノミネート[21]